# Станіслав Костка Нейман
Станіслав Костка Нейман (чеськ. Stanislav Kostka Neumann; 5 червня 1875 — 28 червня 1947) — чеський поет, байкар, журналіст.

## Життєпис
Народився у Празі в родині Станіслава Неймана, адвоката, члена Державної ради та Чеського ландтагу. Деякий час навчався у гімназії. Вступив до Торговельної академії, проте за погане навчання було виключено. Почав працювати у консервативній газеті «Голос народу».
На початку 1890-х років долучився до національно-визвольного руху «Омладіна». За участь у ньому в 1893 році був засуджений на 14 місяців в'язниці. В одиночній камері написав першу збірку віршів «Nemesis, bonorum custos», що було опубліковано у 1895 році.
Після виходу з в'язниці Нейман потрапляє в коло декадентського журналу «Сучасний огляд». До кінця 1890-х років зблизився з анархо-комуністичним крилом чеського робітничого руху і з 1897 року почав видавати журнал «Новий культ» (до 1905 року).
У 1905 році оселився в Моравії, де перебував до 1915 року. Напередодні Першої світової війни увійшов до групи літераторів і художників, які пропагували в Чехії футуризм, кубізм, експресіонізм, що відбилося у збірці статей «Хай живе життя!» (видано у 1920 році).
У 1918 році заснував журнал «Червень», маючи намір продовжити передвоєнну лінію «нового мистецтва», а з 1919 до 1921 року редагував журнал «Ствол».
Під впливом Жовтневого перевороту і революційного підйому в Чехії Нейман перейшов на позиції марксизму, став одним із засновників Компартії Чехословаччини та секретарем чехословацького Пролеткульту, у 1922 році — редактором журналу «Пролеткульт» (до 1924 року).
У другій половині 1920-х років відійшов від безпосередньої участі в політичному житті. У 1929 році підписав маніфест семи письменників проти керівництва Комуністичної партії Чехословаччини (КПЧ). В результаті був виключений з компартії. Втім вже на початку 1930-х років Нейман за дорученням КПЧ очолює рух прогресивної інтелігенції «Лівий фронт» і редагує однойменний журнал у 1930—1932 роках. Водночас співпрацює в організацією соціалістичних письменників «Блок».
У 1936—1936 роках редагує журнал «Народна культура», 1936—1938. У 1930-ті роки багато їздить країною. Під час німецької окупації Чехословаччини Нейман залишився в країні і переховувався від гестапо.
Після звільнення Чехословаччини отримав звання народного художника Чехословаччини (1945 рік). У 1945—1947 роках редагував журнал «Творчість».

## Творчість
Вже у ранніх поетичних збірках Неймана «Я — апостол нового життя» (1896 рік), «Апострофи пихаті і пристрасні» (1896 рік), «Слава сатани серед нас» (1897 рік) помітні мотиви боротьби проти суспільства та віри в людину.
Збірка "Сон про натовп зневірених та інші вірші (1903 рік) відобразила віру Неймана в боротьбу трудящих. У збірці «Чеські пісні» (1910 рік) він стверджував ідеали національно-визвольної боротьби, відроджуючи традиції Яна Неруди. До моравського періоду відноситься збірка пейзажної лірики «Книга лісів, пагорбів і вод» (1914 рік) — одне з найкращих досягнень чеської поезії.
Збірка «Нові пісні» (1918 рік) привнесла до чеської поезії нову тематику про технічний прогрес, сучасне місто, виявив нові можливості вільного вірша.
Темі війни присвячені збірки «Тридцять пісень часів руїни» (1918 рік), книга спогадів «Цивільний чоловік на війні» (1925 рік).
Збірка «Червоні пісні» (1923 рік) передавала революційну атмосферу початку 1920-х років, висловлювалася підтримка Радянській Росії. В ній присутній заклик до боротьби. Для збірки характерні високий напруга почуттів, жанри революційної оди і маршу, ораторський стиль, вільні форми вірша.
У 2-й половині 1920-х років в збірках «Пісні про єдине» (1927 рік), «Жаль» (1931 рік) і «Червонна дама» (1932 рік), об'єднаних в книгу «Любов» (1933 рік), звертається до інтимних мотивів. У прозі Нейман прагне створює новий тип роману-міркування — «Золота хмара» (1932 рік).
У 1930-х роках пише подорожні нариси «Енціани з гори Піп Іван» (1933 рік) і «Подорож Чехословаччиною» (1934—1935 роки), виступає на захист СРСР в книзі «Анти-Жид, або Оптимізм без забобонів та ілюзій» (1937 рік). У 1932 і 1933 роках Станіслав Костка Нейман побував на Закарпатті, став поборником прав закарпатських українців. Це відображено в його книжці нарисів «Енціани з Попа-Івана. Літні враження з Рахівщини» («Enciány s Popa Ivana. Letní dojmy z Rachovska», 1933), щоденнику «Карпатське літо» (1934), циклі віршів «Карпатські мелодії» зі збірки «Бездонний рік». Книга природних особливостей та магічних фейлетонів «Чарівники поп-Івана» (1933) спирається на особисті враження та переживання, які С. Нойман здобув під час свого перебування в Рахові в Підкарпатській Русі, де протягом місяця у серпні 1932 року він відвідував зі своїми друзями, а також з вересня по листопад 1932 року і згадує в них флору, незаймані води, гори і висловлює віру, що він ще раз їх зустріне. Цей "бунтівник побував у «країні без імені», можливо, щоб відновити втрачені сили та відновити душевну рівновагу, порушену бурхливими почуттями. Мотивом, безумовно, було намагання врятуватися від хаосу великого міста, від сучасної цивілізації, можливо, навіть від його власної складності в незайманій природі. У всіх фейлетонах відображено враження поета від поетичного лісу під Говерлою та особливості старої селянської та скотарської культури. Керівництво країни затягувало багатьох туристів з Чехії та з інших місць, які хотіли на власні очі побачити стан цієї «землі без імені», де справжня гірська гуцульська хатина зустрічає своїх відвідувачів вогнем посеред кімнати, де можна випити прямо з прозорого струмка або скуштувати свіжоздоєного молока. Однак це бідна земля, гори якої вкриті старовинними лісами, одні жебракують, інші намагаються харчуватися «карпатським туризмом», але всі мають одну мету: вижити!
Поезію 1930-1940-х років характеризує пафос боротьби проти фашизму, війни, капіталістичного порядку, що знайшло відображення у збірках «Серце і хмари» (1935 рік), «Соната земних горизонтів» (1937 рік), «Бездонний рік» (1945 рік).